# The Bridge to Liberation
The Bridge to Liberation is een nationaal herdenkingsconcert voor de Tweede Wereldoorlog dat sinds 2014 jaarlijks in september gehouden wordt op de Rijn bij de John Frostbrug in Arnhem. Klassieke muziek wordt hierbij gemengd met popmuziek. Daarnaast treedt een aantal artiesten uit binnen- en buitenland op. Het concert vindt in de open lucht plaats op een ponton. Het concert is gratis toegankelijk en de kade stroomt dan vol met publiek. De NPO zendt het concert uit op televisie. The Bridge to Liberation vindt plaats tijdens de officiële Airborne Herdenking maar wordt onafhankelijk daarvan georganiseerd en geproduceerd door de Stichting Bridge to Liberation. Het concert wordt traditioneel net als het 5-meiconcert op bevrijdingsdag afgesloten met een versie van We'll Meet Again.

## Geschiedenis
Geïnspireerd door de World Liberty Concert in Arnhem, werd er in het kader van 70 jaar vrijheid een multimediaspektakel met bekende artiesten georganiseerd aan de voet van de John Frostbrug. Het herdenkingsconcert kon rekenen op duizenden belangstellenden. Direct na het eerste concert besloot de gemeente Arnhem om dit jaarlijks in september te organiseren. De zesde editie (75 jaar Market Garden) van dit herdenkingsconcert vond plaats op 20 september 2019. Bijna 20.000 bezoekers bezochten The Bridge to Liberation. In het jaar 2020 vond er in verband met de coronacrisis in Nederland een aangepaste herdenkingsconcert plaats. Als alternatief werd het concert uitgevoerd vanuit het stadhuis met beperkt publiek. In 2021 was dat in concertgebouw Musis Sacrum.

## Opzet
Na de officiële herdenking bij de Airborneplein is de John Frostbrug het decor voor de herbeleving van de Slag om Arnhem. Het publiek wordt door middel van film, geluid, zang, toneel en dans meegenomen in een verhaal dat ieder jaar verandert. Tijdens het event staan duizenden mensen op een historische plek stil bij wat oorlog met ze doet; wat vrijheid betekent en wordt ook bewustwording gecreëerd voor de toekomst.

## Vaste optredens
Ieder jaar worden de artiesten op het drijvende podium onder de brug begeleid door Phion, het orkest van Gelderland en Overijssel. De dans wordt verzorgd door Introdans en ArtEZ Dansacademie.

## Gastoptredens
- 2014: Douwe Bob, Dotan, Gers Pardoel, Tania Kross, Eric Vloeimans (trompettist) en DJ Isis. (Thema: De slag, 70e herdenking)
- 2015: Roel van Velzen, Blaudzun, Niels Geusebroek, Wouter Hamel en Eric van der Donk (acteur). (Thema: Engelse soldaten)
- 2016: Willeke Alberti, Glennis Grace, Remy van Kesteren, Michael Prins, Yvonne Valkenburg (actrice) en Juul Vrijdag (actrice). (Thema: Liefde in oorlogstijd)
- 2017: O'G3NE, Sjors van der Panne, Thomas Oliemans, Soul Neuf, Duncan Laurence en Gijs Scholten van Aschat (verteller). (Thema: Moreel kompas)
- 2018: Trijntje Oosterhuis, Lavinia Meijer, Dwight Dissels, Davina Michelle, Claar ter Horst,  Y.M.P., en Eric Corton (voice over). (Thema: Persoonlijk Verzet)
- 2019: André Hazes jr., Alain Clark, Romy Monteiro, Do, Wet Wet Wet, Dane Clark, Tre Voci, Julian Steckel, Eric Corton (presentatie) en Dan Snow. (Thema: Meerdere gezichten, 75e herdenking)
- 2020: Edsilia Rombley, Lisa Lois, Emma Heesters, Vinchenzo, Francis van Broekhuizen en Art Rooijakkers (presentatie). (Thema: 75 jaar VRIJ)
- 2021: DI-RECT, Ellen ten Damme, Ruben Hein, Pjotr, Dennis Kroon, Nazmiye Oral, Dionne Stax (presentatie). (Thema: Verzoening)
- 2022: Jim Bakkum, Ben Saunders, Wulf, Laetitia Gerards en Winfried Baijens (presentatie). (Thema: Persoonlijke verhalen)
- 2023: Sera de Bruin, Jeangu Macrooy, April Darby, Jesse Laport, Noraly Beyer (verteller) en Dionne Stax (presentatie). (Thema: Impact van oorlog en de waarde van vrijheid)